# تاريخ الفلبين الاقتصادي
يسجل التاريخ الاقتصادي للفلبين التاريخ الطويل للسياسات الاقتصادية في البلاد على مدى سنوات.

## 1973–1986
بعد سنوات من النمو الإيجابي، عانى الاقتصاد الفلبيني بين عامي 1973 و1986 من انتكاسة بسبب مزيج من المشاكل المحلية والدولية. كانت البلاد خلال تلك السنوات تحت حكم فرديناند ماركوس والقوانين العرفية، وشهدت خلالها أيضًا اغتيال بينينو أكينو جونيور، وتغييرات في قانون الطاقة الفلبيني، وشعبية الثورة الفلبينية عام 1986 في شارع إيبيفانيو دي لوس سانتوس (إيدسا).

### إعلان القوانين العرفية
أعلن الرئيس فرديناند إي ماركوس القوانين العرفية وسط صعود الحركات الطلابية وتزايد عدد الجماعات الشيوعية والاشتراكية التي مارست الضغوط لإجراء الإصلاحات في قطاعاتها. نظم اليساريون مسيرات للتعبير عن إحباطهم بالحكومة، وبلغت هذه العدوانية ذورتها في عاصفة (أو اقتحام) الربع الأول، حيث اقتحم الناشطون قصر مالاكانانج؛ فقط كي يعيد الدرك أو الشرطة الفلبينية السيطرة عليه. أسفر هذا الحادث على وجه الخصوص عن مصرع أربعة أشخاص وإصابة العديد بعد تبادل كثيف لإطلاق النار. حدثت اضطرابات أخرى، ففي منتصف الفوضى في 21 سبتمبر 1972، أصدر ماركوس تصريح رقم 1081، الذي ينص على تطبيق القوانين العرفية في الفلبين، التي أوقفت الحقوق المدنية وفرضت الحكم العسكري في البلاد.
دافع ماركوس عن أفعاله مؤكدًا على الحاجة إلى سلطات إضافية لقمع موجة العنف المتصاعدة التي سببها الشيوعيون حسب زعمه. برر كذلك المرسوم الوارد فيه أحكام من الدستور الفلبيني بأن القوانين العرفية هي في الواقع نهج استراتيجي للدفاع عن الدستور قانونيًا وحماية رفاهية الشعب الفلبيني من التهديدات الخطيرة التي يشكلها المقتصون الأهليون والتي تعرّض الأمن القومي للخطر. كانت قاعدة الطوارئ، وفقًا لخطة ماركوس، تتلخص في دفع البلاد إلى ما أسماه «المجتمع الجديد».
حظي هذا التحرك في البداية بتأييد معظم الفلبينيين، واعتبره بعض النقاد تغييرًا من شأنه حل الفساد الهائل في البلاد. أنهى هذا التحرك في الواقع الصدام بين السلطتين التنفيذية والتشريعية للحكومة وبين بيروقراطية تتسم بمصالح خاصة. مع ذلك، لم يحظ التصريح في النهاية بشعبية كبيرة مع ظهور التجاوزات، والفساد المستمر، وانتهاكات حقوق الإنسان من قبل العسكرية.

### مؤشرات الاقتصاد الكلي

#### الناتج المحلي الإجمالي
شهد الناتج المحلي الإجمالي للفلبين ارتفاعًا خلال القوانين العرفية، إذ ارتفع من 55 مليون بيسو فلبيني إلى 19.3 مليار بيسو خلال نحو 8 سنوات. حُفز هذا النمو بفضل الإقراض الهائل من البنوك التجارية، والذي شكّل نحو 62% من الدين الخارجي. كانت الفلبين أحد أكبر المقترضين خلال فترة القوانين العرفية لكونها دولة نامية. نظر النقاد إلى هذه التحركات العدوانية باعتبارها وسيلة لإضفاء الشرعية على القوانين العرفية من خلال تعزيز فرص البلد في السوق العالمية. أنفِقت الكثير من الأموال على إنعاش الاقتصاد لتحسين البنية الأساسية وتعزيز السياحة. لكن على الرغم من سياسات الاقتراض والإنفاق العدوانية، تخلفت الفلبين عن نظيراتها في جنوب شرق آسيا في معدل نمو الناتج المحلي الإجمالي للفرد. في الفترة من عام 1970 إلى 1980، سجلت البلاد نموًا بلغ في المتوسط 3.4 في المئة فقط، بينما حقق نظراؤها مثل تايلاند وماليزيا وسنغافورة وإندونيسيا متوسط نمو قدره 5.4 في المئة. يمكن أن يعزى هذا التأخر، الذي أصبح واضحًا جدًا في نهاية نظام ماركوس، إلى إخفاقات الإدارة الاقتصادية التي جلبتها الاحتكارات التي تديرها الدولة، وأسعار الصرف سيئة الإدارة، والسياسة النقدية غير الرشيدة، وإدارة الديون، وكلها عوامل يدعمها الفساد والمحاباة (المحسوبية) المتفشية. «كانت السمات الرئيسية التي تميز سنوات ماركوس عن فترات أخرى من تاريخنا تتلخص في الاتجاه نحو تركيز السلطة في أيدي الحكومة، واستخدام الوظائف الحكومية في توزيع الامتيازات الاقتصادية على بعض الفصائل الصغيرة في القطاع الخاص».

##### التوظيف
نمت الجهود الحكومية الرامية إلى تنشيط الاقتصاد لزيادة الدخل وتحفيز الإنفاق والبطالة وتنامي العمالة الناقصة. انخفض معدل البطالة من 5.2 إلى 0.9 في المئة من عام 1978 إلى عام 1983، في حين كان التوظيف يمثل مشكلة، إذ تضاعف المعدل الأخير ثلاث مرات في نفس الفترة من 10.2 إلى 29.0 في المئة. في الوقت نفسه، نمت قوة العمل في الفلبين بمعدل 10.47 في المئة في الفترة الممتدة من عام 1970 إلى عام 1983. يمكن عزو ذلك إلى تزايد عدد النساء اللاتي يسعين للعمل في السوق.

#### الفقر وتوزيع الدخل
نمت المساواة في الدخل خلال فترة القوانين العرفية، إذ تمكن أغنى 60% من الشعب من المساهمة بنسبة 92.5% من الدخل فقط في عام 1980، مقارنة بـ25.0% في عام 1970. من ناحية أخرى، استحوذ أغنى 80% على حصة أكبر من الدخل بنسبة 91.7% في عام 1980، بعد أن كانت 57.1% في عام 1970. تزامنت هذه الاتجاهات مع اتهامات بالمحاباة في إدارة ماركوس، إذ واجهت الإدارة مزاعم بمحاباة بعض الشركات القريبة من الأسرة الحاكمة.
وفقًا للدراسة الاستقصائية للدخل الأسري ونفقاتها، التي أجريت في الفترة من عام 1965 إلى 1985، ارتفعت معدلات الفقر في الفلبين من 11% عام 1965 إلى 18.9% عام 1985. يمكن عزو ذلك إلى انخفاض الأجور الزراعية الحقيقية وارتفاع الأجور الحقيقية للعمال غير المهرة والمهرة. ارتفعت الأجور الزراعية الحقيقية بنحو 25% عن مستواها في عام 1962، في حين ارتفعت الأجور الحقيقية للعمال غير المهرة والمهرة بنحو ثلث مستواها في عام 1962.

### الاستراتيجيات الإنمائية الرئيسية
في غضون العقدين اللذين حكم ماركوس خلالهما، كانت إستراتيجية التنمية الاقتصادية الفلبينية تقوم على ثلاث أعمدة رئيسية: الثورة الخضراء، والزراعة التصديرية والتحريج، والاقتراض الأجنبي.

#### الثورة الخضراء
يعد الأرز، الذي يشكل أساس الاقتصاد الفلبيني، أهم المحاصيل في البلاد، والغذاء الأساسي لأغلب السكان. يعتبر مهمًا بصفة خاصة للغالبية الفقيرة في البلاد، كمستهلكين ومنتجين على السواء.
في عام 1973، دمج نظام القوانين العرفية جميع العمليات الحكومية المتعلقة بجوز الهند ضمن وكالة واحدة، وهي هيئة جوز الهند الفلبينية. فُوض إلى الهيئة تحصيل رسوم قدرها 0.55 بيسو لكل 100 كيلوغرام على بيع الكوبرا (لب جوز الهند المجفف) لاستخدامها في تثبيت السعر المحلي للسلع الاستهلاكية القائمة على جوز الهند، ولا سيما زيت الطهي. في عام 1974، أنشأت الحكومة صندوق تنمية صناعة جوز الهند لتمويل استحداث شجرة جوز الهند الهجين. زادت الضريبة إلى 20 بيسو لغايات تمويل المشروع.
في عام 1974 أيضًا، سيطر مزارعو جوز الهند، بقيادة اتحاد منتجي جوز الهند (كوكوفد)، وهو منظمة من كبار المزارعين، على مجلس الإدارة لهيئة جوز الهند. في عام 1975، امتلكت هيئة جوز الهند الفلبينية بنكًا، أطلق عليه اسم «بنك مزارعو جوز الهند المتحدون»، لتلبية احتياجات مزارعي جوز الهند، وأصبح مدير هيئة جوز الهند، إدواردو كوجانجكو، وهو شريك تجاري لماركوس، رئيسًا للبنك. كانت الرسوم التي حصّلتها الهيئة توضع في البنك في البداية بدون فوائد.
كان الهدف الرئيسي لمهندسي هذه التكنولوجيا هو زيادة الإنتاج الغذائي. بيد أن مؤيدي هذه الاستراتيجية توقعوا أن تخلف تقنية الأرز الجديدة تأثيرًا توزيعيًا إيجابيًا على الفقراء. اعتُبرت ثلاثة فوائد رئيسية بديهية تقريبًا:
1. تؤدي زيادة إنتاج الأرز، مع ثبات باقي العوامل، إلى انخفاض أسعار الأرز. بما أن الفقراء ينفقون جزءًا أكبر من دخلهم على الغذاء مقارنة بالأثرياء، فإن الفكرة تتلخص في أنهم سيستفيدون بشكل مفرط.
2. يحصل المزارعون الفقراء على نصيبهم من المكاسب التي يحققها منتجو الأرز. كانت التقنية الجديدة كثيفة العمالة. هذا من شأنه أن يشكل ميزة خاصة بالنسبة لصغار المزارعين الذين تقل تكاليف العمالة لديهم.
3. سيستفيد العمال الزراعيون الذين لا يملكون أراضٍ أيضًا. بفضل الطلب المتزايد على العمل وما ينتج عن ذلك من زيادة في العمالة وارتفاع الأجور.